# جامعة بريار

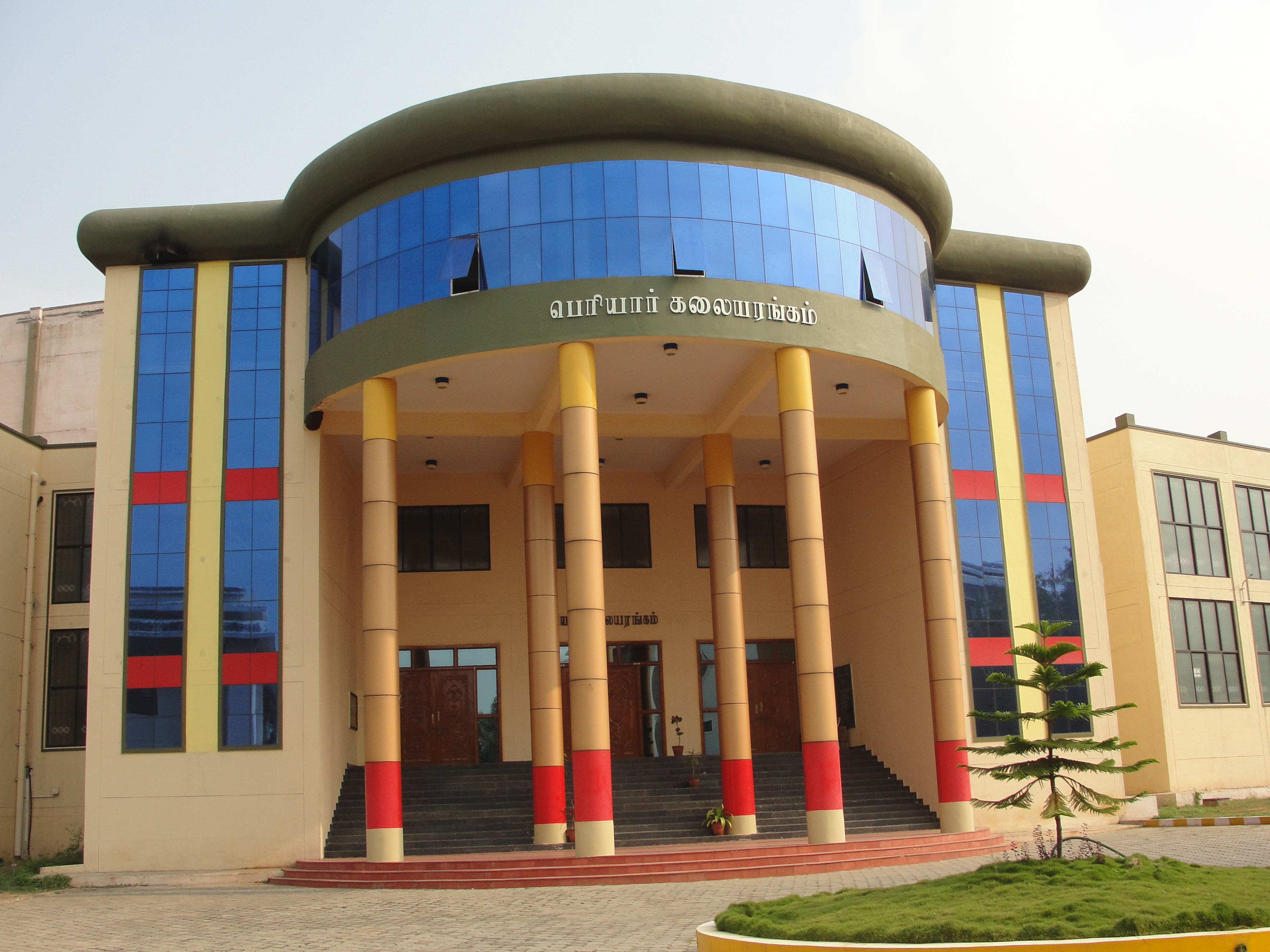
أحد مباني الجامعة.

جامعة بريار هي جامعة في مدينة سالم الواقعة بولاية تامل نادو أسستها حكومة تامل نادو سنة 1997 وقد سُمّيت باسم بريار وهو اسم أحد المناضلين السياسيين والمصلحين في تامل نادو.

## وصلات خارجية
الموقع الرسمي لجامعة بريار